# Каньон на Бозул
Каньонът на Бозул (на френски: Le canyon de Bozouls), известен още като Дупката на Бозул (на френски: Trou de Bozouls), е подковообразно дефиле с впечатляващи размери: 400 м в диаметър и повече от 100 м дълбочина, намиращо се на територията на град в департамент Аверон.
Този забележителен геоложки обект е естествено образуван стръмен меандър в продължение на хилядолетия вследствие на ерозивното действие и химическа ерозия на течащите води на река Дурду във варовиковите скали на карстовия район на платото „Causse Comtal“.
Определен е като чувствителна природна зона и е дом на естествени местообитания, фауна и флора. За разглеждане на меандъра и красивите гледки са направени туристически пътеки, снабдени с дървени пешеходни мостове, позволяващи да се пресича реката през всички сезони.
Географската конфигурация на обекта винаги го е превръщала в естествена отбранителна позиция. Първоначално селото и неговият замък (от 9 век и е почти разрушен) са изградени на скалистия израстък в средата на меандъра, който е достъпен само от юг. През вековете къщите се разпространяват към отсрещния бряг на ръба на платото.
От 2010 г. младежкият комитет на Бозул организира „Festà del Traouc“, фестивал за съвременна музика на върха на геоложкия обект. През 2020 г. каньонът получава наградата за избор на пътешественика.

## Галерия
- Стръмните скали над меандъра, на които е селото
- Църквата „Света Фауста“, издигната на носа над меандъра
- Изглед